# DiSAmPAP
diSAmPAP ist ein EtFOSE-basierter Phosphatdiester, der zu den per- und polyfluorierten Alkylverbindungen (PFAS) gehört.

## Verwendung
Diese Verbindung wurde seit den 1960er-Jahren verwendet, seit 1974 in Lebensmittelkontaktmaterialien aus Papier.

## Vorkommen
diSAmPAP wurde in belasteten landwirtschaftlichen Böden aus den Regionen Rastatt und Mannheim, wo Papierschlämme als Bodenverbesserer ausgebracht worden waren, zusammen mit Fluortelomerphosphatdiestern (diPAP) und Fluortelomermercaptoalkylphosphatestern (FTMAP) als Hauptkomponenten der PFAS-Kontamination identifiziert. Auch in norwegischem Abwasser und Klärschlamm wurde die Verbindung gefunden.
Unter Umweltbedingungen bildet sich aus diSAmPAP durch Biotransformation primär die Perfluoroctansulfonsäure (PFOS). Bei einer Bestrahlung einer wässrigen Boden-Suspension mit simuliertem Sonnenlicht über 48 Stunden wurde durch indirekte Photolyse 6 % zu Perfluoroctansäure (PFOA) und 1 % zu Perfluorheptansäure (PFHpA) umgesetzt. Auch unter Anwendung des TOP-Assays entsteht hauptsächlich PFOA.

## Regulierung
Da DiSAmPAP unter die Definition „Perfluoroctansulfonsäure und ihre Derivate (PFOS) C8F17SO2X (X = OH, Metallsalze (O−M+), Halogenide, Amide und andere Derivate einschließlich Polymere)“ fällt, unterliegt es in der EU (Verordnung (EU) 2019/1021) und in der Schweiz (Chemikalien-Risikoreduktions-Verordnung) einem weitreichenden Verbot.